# ناو کلاس دیدم
کروزر کلاس دیادمز (به انگلیسی: Diadem-class cruiser) یک کلاس از کشتی‌های رده بالا در بین کشتی‌های محافظتی شاهنشاهی است که در دهه [۱۸۹۰ میلادی] در جنگ جهانی اول خدمت کرد. این کلاس از کشتی حاوی ۸ کشتی است که با قیمت ۶۰۰ هزار پوند برای هر کدام ساخته شد. به این نوع کشتی نقدهایی نیز وارد شد از جمله، فقدان تجهیزات نظامی اصلی، کناره‌های حجیم بودن حفاظ، سرعت متوسط و عدم توان مانور بالا با وجود این که این کشتی پس از پایان ساخت یک کشتی بزرگ قلمداد شده بود. این نوع کشتی آخرین مدل کشتی‌های کلاس یک حفاظتی بود. طول آن ۴۳۵ فوت (۱۳۲٫۶ متر) می‌باشد.

## طراحی

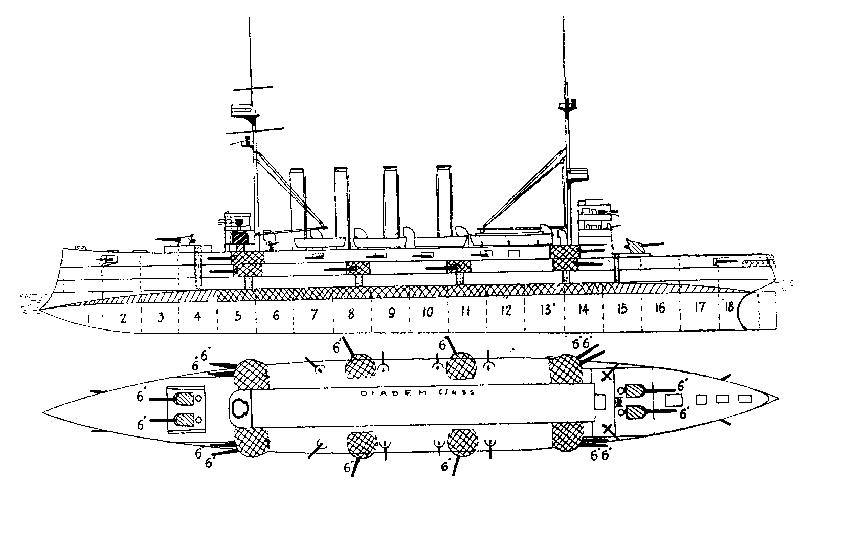
Contemporary deck plan and port elevation of Diadem – class cruiser

دیادمز توسط ویلیام هنری وایت (به انگلیسی: William Henry White) طراحی شد. طراحی وی همانند طراحی‌های متداول انگلیسی دارای ارتفاع بلندی بود، و محفظه‌های دوطبقه برای توپ داشت. این محفظه‌ها حفاظ خوبی برای تفنگ‌ها فراهم می‌کرد و اجازه حمل تعداد زیادی تفنگ را می‌داد. با این وجود تفنگ‌های عرشه اصلی تقریباً در دریاهای بزرگ بدون استفاده بودند.